# Javad Nekounam
Javad Nekounam (en persa: جواد نکونام‎; Rayy, Isfahán, 7 de septiembre de 1980) es un exfutbolista y entrenador iraní. Se desempeñó en la posición de mediocentro defensivo y Ahora es el entrenador en jefe del equipo Folad en la Premier League iraní. 
Con la llegada al club rojillo, se convirtió en el primer jugador iraní de la historia de la Primera División de España. En su primera temporada disputó la ronda previa de la Liga de Campeones de la UEFA, la cual perdieron frente al Hamburgo S.V., por lo que finalmente jugaron la fase de grupos de la Copa de la UEFA, en la que hicieron historia llegando hasta las semifinales contra el Sevilla F. C.. 
Antes y después de su primera etapa en el club navarro, se proclamó campeón de la liga iraní con el Pas Tehran F. C. y el Esteghlal F. C. en 2004 y 2013, respectivamente, y de la Copa del Emir de Kuwait en 2014. Además, fue elegido mejor jugador iraní en 2006, y segundo mejor jugador asiático de 2013, por detrás del chino Zheng Zhi.
Durante quince años fue internacional absoluto con la selección de Irán (2000-2015), periodo en el que ha disputado dos Copas Mundiales y cuatro Copas Asiáticas. Asimismo, es el jugador con más internacionalidades, tras superar las 149 apariciones de Ali Daei, y el tercer máximo anotador histórico.

## Trayectoria

### Como jugador

#### PAS Teherán y breve paso por los EAU (1998-2006)
Nekounam comenzó su carrera profesional en el Pas Tehran F. C., con el que ganó la liga iraní de la temporada 2003/04, lo cual le dio derecho al club a jugar la Liga de Campeones de la AFC de 2005. Llegaron hasta los cuartos de final, donde fueron derrotados por el Al Ain de los Emiratos Árabes Unidos, el cual fue subcampeón. Su último tanto en el equipo fue en el enfrenamiento liguero frente al Rah Ahan F. C. el 3 de noviembre de 2005, y semanas más tarde, el día 29, disputó su último partido vestido de verde ante el Persépolis F. C., correspondiente a la tercera jornada del mes de septiembre, que fue aplazado por coincidir con la mencionada eliminatoria frente al Al Ain.
A finales de diciembre de 2005 firmó un contrato de seis meses para jugar en el Al-Wahda F. C. de los Emiratos Árabes Unidos, cuya operación rondó el millón de dólares, repartido a partes iguales entre jugador y club. El jugador manifestó estar feliz por el acuerdo, aunque su pensamiento era jugar en el fútbol europeo tras el Mundial de Alemania, pues equipos como el Kaiserslautern o el Tottenham Hotspur ya manifestaron su interés por la adquisición del iraní. Después continuó en otro equipo de ese país, el Sharjah F. C., y tras su intervención en la Copa Mundial de Fútbol de 2006, de nuevo clubes europeos, como el Hertha de Berlín o el Lyon, mostraron su deseo de fichar al jugador.

#### Osasuna (2006-2012)
Nekounam dio el salto al fútbol europeo firmando finalmente por dos años, con opción a otro más, con el Club Atlético Osasuna de Pamplona, que en ese momento estaba clasificado para disputar la tercera ronda previa de la Liga de Campeones de la UEFA. De esta manera se convirtió en el primer jugador de fútbol iraní de la historia de la Primera División de España. Llegó con la carta de libertad y su cláusula de resición ascendió a los cinco millones de euros.
Durante su primera temporada en el equipo, Nekounam ya comenzó a ser pieza habitual en el centro del campo. Su debut como jugador rojillo se produjo el 9 de septiembre de 2006 en el Camp Nou frente al F. C. Barcelona, partido que perdieron por 3-0. Su primer tanto lo marcó el 17 de diciembre de 2006 en la goleada a domicilio por un gol a cuatro contra el Villarreal C. F., rematando de cabeza el segundo gol del conjunto navarro. Su otro tanto en la temporada fue frente a la Real Sociedad, que junto al gol de David López certificaron la permanencia matemática a dos jornadas de finalizar el campeonato. Además disputó un partido de la fase previa de la Liga de Campeones y diez de la Copa de la UEFA. El 22 de febrero de 2007, en el último minuto de la prórroga y a falta de pocos segundos para pasar a la tanda de penaltis, marcó el gol que eliminaba al Girondins de Burdeos y daba a Osasuna el pase a octavos de final de la Copa de la UEFA. La aventura del equipo rojillo en esta competición acabaría en semifinales frente al Sevilla F. C., que a la postre sería el campeón.

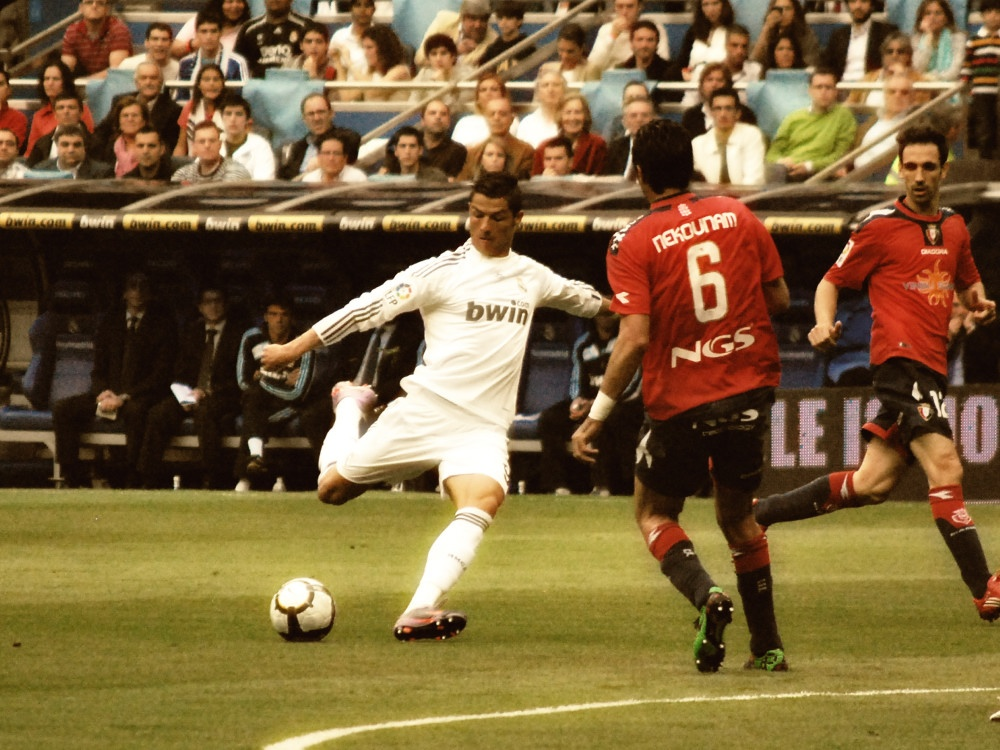
Nekounam frente a Cristiano Ronaldo en el Santiago Bernabéu el 2 de mayo de 2010.

Su reincorporación a los entrenamientos en las instalaciones de Tajonar para preparar la temporada 2007/08 se retrasó hasta agosto, puesto que disputó en el mes de julio la XIV edición de la Copa Asiática. Antes de su retorno a Pamplona, acudió a Teherán para recibir en una ceremonia el premio al mejor jugador iraní de 2006. Sin embargo, la temporada iba a estar marcada por la lesión sufrida al poco de regresar, que le mantuvo inactivo durante ocho meses. El 14 de agosto de 2007, durante un partido amistoso frente al Villarreal C. F. sufrió la rotura del ligamento cruzado anterior de la rodilla derecha, cediendo durante su recuperación el dorsal «6», elegido por el iraní para esa temporada, a una nueva incorporación del equipo rojillo, Jaroslav Plasil. Días después fue operado en Augsburgo, donde permaneció durante los meses siguientes para tratar su lesión. No fue hasta noviembre cuando regresó momentáneamente a la capital navarra para ver a sus compañeros y además renovar su contrato hasta 2011 con el club pamplonés, manteniendo la cláusula en cinco millones para las dos siguientes temporadas y reduciéndola a la mitad para la última campaña.
Posteriormente fue inscrito para la segunda vuelta del campeonato liguero con el dorsal «25», momento en el que todavía estaba recuperándose de la lesión. A principios de febrero regresó de Alemania y volvió a la disciplina rojilla para afrontar la fase final de su recuperación, pero no fue hasta el mes de abril cuando recibió el alta médica y jugó sus primeros minutos de la temporada saliendo desde el banquillo en la segunda parte frente al Valencia C. F. en Mestalla. El reencuentro con su afición se produjo en la antepenúltima jornada frente al Real Murcia C. F..
En la temporada siguiente recuperó el dorsal «6» y consolidó la titularidad en los onces de José Ángel Ziganda, cesado después de seis jornadas sin lograr una victoria, y posteriormente de José Antonio Camacho. Disputó treinta y cinco partidos, y con sus ocho tantos ayudó a lograr la permanencia en la categoría, conseguida en la última jornada en casa frente al Real Madrid, con victoria por dos goles a uno. Su buena actuación durante el año provocó el interés de clubes como el Villarreal C. F. y el R. C. D. Espanyol, pero el jugador mostró su voluntad de continuar en el club.
Durante las posteriores temporadas, Nekounam fue de nuevo regularmente titular. En el verano de 2009, Javad se incorporó dos semanas más tarde a los entrenamientos de pretemporada debido a la varicela que contrajo durante la estancia en su país. La primera victoria de la temporada en casa se produjo en la quinta jornada frente al Sporting de Gijón gracias al gol de penalti del jugador iraní. Treinta y un partidos y tres goles fue el balance en la competición liguera, donde su ausencia más larga fue de tres partidos, de la jornada 32 a la 34, debido a un esguince de tobillo sufrido frente al Real Zaragoza.
En julio de 2010, el Olympiacos presentó una oferta de 1,3 millones de euros. Al jugador le restaba un año de contrato, por lo que el club estaba dispuesto a escuchar ofertas, pero el iraní, a través de su representante Reza Fazeli, negó disposición alguna por hacer las maletas para marcharse a Grecia.
La pretemporada de la campaña 2010/11 comenzó con polémica para los jugadores iraníes. Tanto Nekounam como Masoud se retrasaron cuatro días en su reincorporación al equipo tras el parón veraniego, produciendo malestar tanto en el club como en la afición, hecho por el cual se disculparon públicamente. Junto a su compatriota se ausentó durante el mes de enero para disputar con su selección nacional la XV edición de la Copa Asiática, por lo que se ausentó durante cinco partidos de competición, el último debido a las molestias que arrastraba en la rodilla derecha. El 20 de febrero de 2011, en el segundo partido tras su regreso desde Catar, el cual también significaba el debut del nuevo entrenador José Luis Mendilibar, anotó dos goles en el 4-0 frente al R. C. D. Espanyol. Acabó la temporada con seis goles en veintiséis partidos y el club evitó en la última jornada de nuevo el descenso. A finales de mayo de 2011, junto con su compatriota Masoud, renovó con Osasuna hasta 2014, con una cláusula de rescisión de dos millones y medio de euros.
No obstante, en julio del siguiente año, recibió ofertas de Turquía, del equipo catarí Al Gharafa y del Esteghlal F. C. iraní. Aunque el jugador mostró de inicio intención de continuar en el club navarro, tras conversaciones entre el club y su representante, la salida del jugador fue más obvia. Ante las nuevas políticas salariales del club, su elevada ficha no forzó las negociaciones por una posible rebaja de salario y finalmente su deseo por volver a jugar en su país propiciaron la salida del jugador iraní. En su última temporada de esta etapa en la capital navarra, en la que el equipo tuvo opciones de obtener plaza europea hasta la última jornada, Nekounam anotó cinco goles en treinta y un partidos.

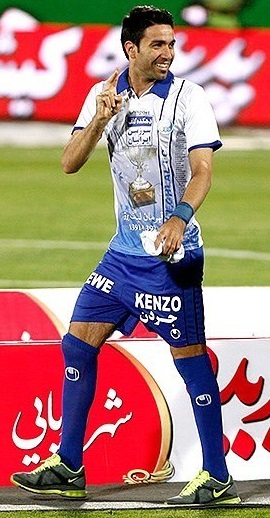
Javad celebrando el título liguero del Esteghlal F. C. en 2013

#### Esteghlal F. C. (2012-2014)
El 21 de julio de 2012, con 31 años, volvió a su país y fichó por una temporada con el Esteghlal F. C., tras concederle el club rojillo la carta de libertad. En el mercado invernal español, el jugador mostró su disposición de volver a Osasuna, hecho que veía con buenos ojos el cuerpo técnico, pero finalmente la junta directiva declinó la posibilidad. El 5 de mayo de 2013 marcó el gol de la victoria en la penúltima jornada frente al Foolad Khuzestan F. C. que sirvió para que el Esteghlal ganara la que fuera su octava liga, la tercera denominándose Iran Pro League. Tras concluir la temporada, Javad firmó permanecer un año más en el club de Teherán.
Además de la competición liguera, jugó once partidos de la edición de 2013 de la Liga de Campeones de la AFC, cuya celebración fue desde febrero hasta noviembre. El equipo iraní consiguió llegar hasta semifinales, eliminado por el F. C. Seoul.

#### Al Kuwait S. C. (2014)
El 14 de enero de 2014 el jugador acordó un contrato de cuatro meses con el Kuwait S. C. En su estancia en el club kuwaití ganó la Copa del Emir y disputó la fase previa de la Liga de Campeones de la AFC, perdiendo la última ronda, por lo que clasificó finalmente para la Copa de la AFC. 

#### Regreso a Osasuna (2014-2015)
Tras su participación con la selección iraní en la Copa Mundial de Brasil, se fructificó el regreso de Nekounam a Osasuna, firmando por dos temporadas con el club navarro, recién descendido a la Segunda División, a pesar de tener ofertas más atractivas de clubes en Catar y de Primera y Segunda División en España. Su debut en la categoría de plata no se produjo hasta la tercera jornada frente al Deportivo Alavés debido a problemas con el pase internacional desde Kuwait, para así poder tramitar el transfer entre las federaciones española y kuwaití.
Al igual que en su anterior etapa en el club rojillo, durante el mes de enero se ausentó para participar por tercera vez en la Copa Asiática, por lo que se perdió junto a su compañero Karim Ansarifard los cuatro partidos de competición durante ese mes. El jugador arremetió contra el club en una rueda de prensa por no preocuparse por los trámites de los visados del jugador y su familia para regresar a España, así como obligaciones con la Hacienda Pública que debía haber asumido el club en lugar del jugador.
La temporada fue complicada para el club, ya que durante gran parte de la temporada el equipo estuvo cerca de los puestos bajos de la tabla; incluso llegó a estar en descenso a dos jornadas de finalizar la competición. El club navarro salvó in extremis el descenso al marcar Javier Flaño en el descuento el gol que suponía el empate a dos y por tanto el punto necesario para desempatar con el Real Racing. Javad se perdió los tres últimos partidos por una sobrecarga muscular, por lo que su último partido como rojillo fue en la jornada 39 en la derrota en casa frente a la U. D. Las Palmas.

#### Vuelta a Irán: Saipa F. C. (2015-2016)
Después de que el jugador no llegara a un acuerdo con el Esteghlal F. C. para regresar al club donde jugó hasta año y medio antes, el 20 de julio de 2015 se anunció la incorporación de Nekounam como nuevo jugador del Saipa F. C., tras lo cual una semana después se acordó finalmente su desvinculación oficial con el club navarro, con el cual le restaban dos años de contrato. El 6 de agosto anotó su primer gol con el equipo irarí durante el partido frente al Rah Ahan Yazdan F. C..

#### Al-Arabi (2016)
Después de la resolución del contrato de mutuo acuerdo con el Saipa F. C., el 21 de enero de 2016 se anunció oficialmente el acuerdo con el club catarí Al-Arabi SC mediante un contrato de cuatro meses con opción a un año más. Llevó el dorsal «92» con motivo del año de nacimiento de su hijo. En su primer partido asistió el gol marcado por Ashkan Dejagah frente al Qatar Sports Club.
Tras abandonar el club catarí el 30 de junio de 2016, Nekounam anunció su retirada dos semanas más tarde.

### Como entrenador

#### Asistente de Carlos Queiroz

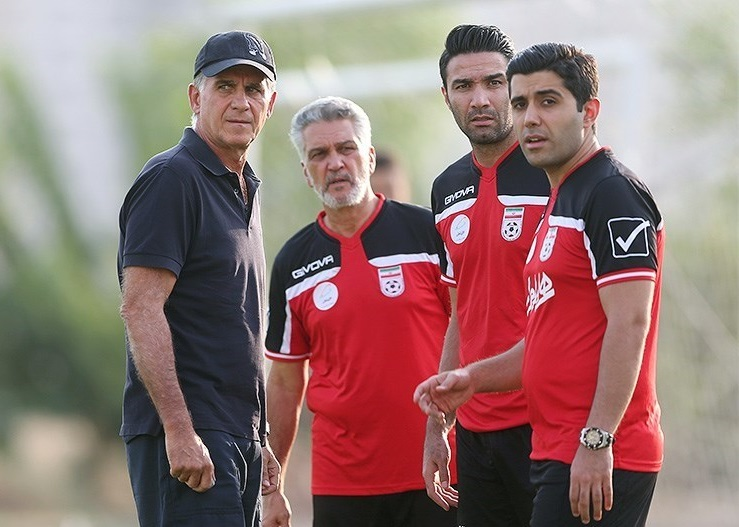
Nekounam junto a Carlos Queiroz y parte del cuerpo técnico

Tras decir adiós como jugador de la selección absoluta en abril de 2015, todavía siendo jugador del C. A. Osasuna, la federación iraní anunció la elección de Javad como asistente del seleccionador del combinado iraní Carlos Queiroz, en su camino hacia la Copa Mundial de Rusia en 2018. Sin embargo, Nekounam rechazó esta oferta, puesto que su deseo era continuar jugando al fútbol. Incluso se rumoreó en octubre del mismo año el regreso de Nekounam a las filas del Team Melli, hecho que desmintió rotundamente. El jugador manifestó además que estaba dispuesto a ayudar al equipo nacional desde el cuerpo técnico, pero junto con el seleccionador descartaron esa posibilidad por el momento.
Fue al año siguiente, a finales de julio de 2016, cuando, tras varias declaraciones del jugador manifestando de nuevo su deseo de trabajar junto al técnico portugués, y dos semanas después de colgar las botas, se hizo oficial su vinculación como asistente de Carlos Queiroz en el combinado iraní. En noviembre fue sancionado con tres partidos de suspensión por invadir el campo el 1 de septiembre en el partido clasificatorio para el Mundial de Rusia, en el altercado acontecido en el minuto 94, tras el primero de los dos goles anotados frente a la selección catarí.

#### F. C. Khooneh Be Khooneh
En mayo de 2017, Nekounam fue preseleccionado para hacerse cargo del banquillo del Tractor Sazi F. C., con sede en la ciudad de Tabriz y tercer clasificado de la liga iraní en la anterior campaña. Sin embargo, fue su compatriota Yahya Golmohammadi quien fue finalmente elegido para ocupar el cargo. En el mes de agosto, el F. C. Khooneh Be Khooneh anunció la contratación de Javad Nekounam como entrenador del primer equipo, que juega en la Segunda División Iraní y cuya sede se sitúa en la ciudad de Babol.

## Selección nacional

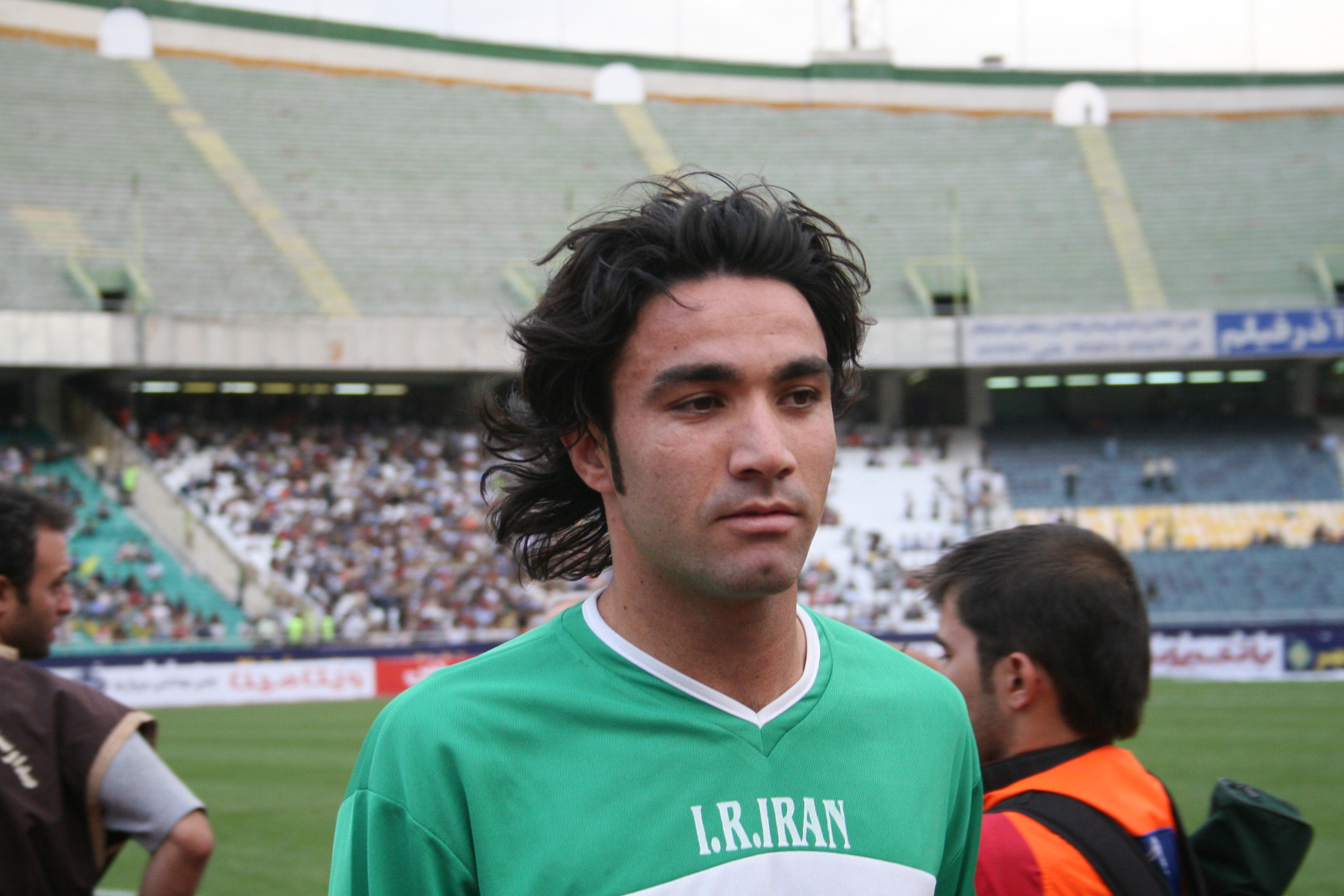
Nekounam con la selección nacional en el empate a uno frente a Siria, disputado el 16 de agosto de 2006 y clasificatorio para la Copa Asiática.

Su debut internacional se produjo el 28 de mayo de 2000 en el Estadio Rey Abdullah de Amán, en el tercer partido de la fase de grupos del Campeonato de la Federación de Fútbol de Asia Occidental que ganó 1-0 a Siria. Javad salió desde el banquillo en el minuto 89, sustituyendo a Khatibi. Aunque ya disputó un partido amistoso en enero frente a Ecuador en Los Ángeles, este no es considerado como oficial por la FIFA, pero sí por la Federación de Fútbol de Irán. Su primer gol con la selección absoluta fue el gol de la victoria frente a la selección de Dinamarca el 1 de febrero de 2003 en la Lunar New Year Cup, denominada en ese momento Carlsberg Cup y organizada por la Asociación de fútbol de Hong Kong, como parte de las celebraciones por el Año Nuevo chino. Su único hat-trick lo consiguió en febrero de 2013 en la goleada por 5-0 frente a Líbano, partido de clasificación para la Copa Asiática 2015.
En 2000, jugó —y ganó— su primer torneo internacional, el recién creado Campeonato de la Federación de Fútbol de Asia Occidental, conocido también como WAFF por sus siglas en inglés. Asimismo participó en las dos siguientes ediciones en 2002 y 2004, en los que consiguió, respectivamente, un tercer puesto y ser de nuevo campeón. En 2004, logró realizar tres dianas durante el campeonato y marcó el último gol del encuentro contra Siria, lo que dejó el marcador en el definitivo 4-1. 
A los 22 años, Javad ganó con la sub-23 la medalla de oro en los Juegos Asiáticos de 2002 que se disputaron entre septiembre y octubre, anotando dos goles en la goleada por 10-0 a Afganistán en el primer partido de la fase de grupos. También anotó la primera diana correspondiente a la tanda de penaltis tras la prórroga frente a Corea del Sur en semifinales.
Nekounam participó en la fase de clasificación de la Copa del Mundo de 2002, pero se quedó a las puertas de disputar la fase final, tras perder la repesca internacional frente a Irlanda por un global de 2-1. En cambio, para la siguiente Copa Mundial en Alemania sí lograron clasificar, en la que apareció en dos de los tres partidos de la fase de grupos, ya que fue suspendido para el último partido contra Angola por acumulación de tarjetas amarillas.
Su primera aparición en una Copa Asiática se produjo en la edición de 2004, en la que disputó seis partidos y anotó en el primer partido frente a Tailandia y en la victoria iraní frente a Baréin en el partido por el tercer puesto. También disputó las posteriores ediciones de 2007 y 2011, en las que el conjunto persa no pasó de cuartos de final, en ambas ocasiones frente a Corea del Sur.

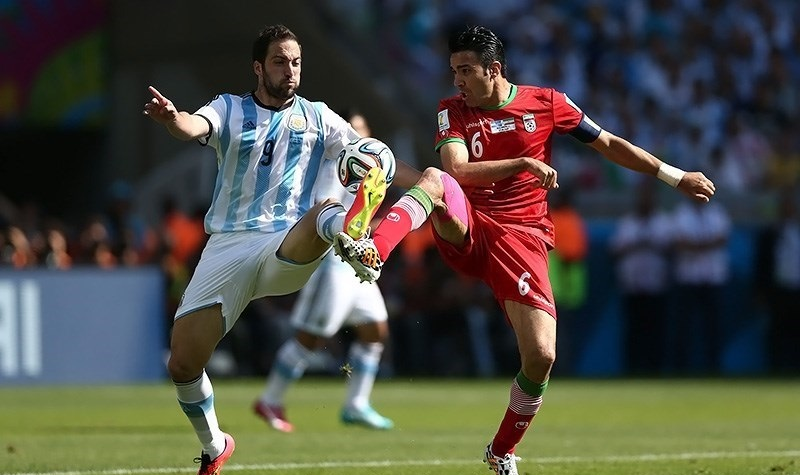
Nekounam disputando el balón con Gonzalo Higuaín durante el partido entre Irán y Argentina en el Estadio Mineirão de Belo Horizonte, correspondiente a la primera fase del Mundial de 2014

Tras nueve años siendo llamado a las filas del Team Melli, alcanzó la capitanía en 2009, heredada de Mehdi Mahdavikia, que fue expulsado de la selección nacional junto a otros tres jugadores, tras lucir en Seúl brazaletes verdes con motivo de las protestas en el país iraní. El partido frente a Corea del Sur, que era el último correspondiente a la cuarta ronda de clasificación para el Mundial de Sudáfrica, finalizó empate a uno, lo cual no fue suficiente para conseguir la clasificación directa o, al menos, la repesca a la que opta el tercer clasificado, puesto que la selección iraní finalizó en cuarto lugar a un punto de Arabia Saudita y Corea del Norte.
En 2014 disputó la XX edición de la Copa Mundial, en cuya clasificación Javad fue el máximo goleador de su equipo con seis tantos en catorce partidos. Como capitán del equipo, jugó los tres partidos de la primera fase, de los cuales solo obtuvieron un punto en el empate a cero frente a Nigeria, por lo que fueron eliminados al acabar últimos en el grupo. A finales de dicho año, el seleccionador Carlos Queiroz anunció la lista de convocados para la Copa Asiática 2015, entre la que se encontraba Javad. La selección iraní repitió el resultado de las dos anteriores ediciones, pero esta vez su verdugo en cuartos de final fue Irak en la tanda de penaltis, a pesar de que Javad no erró en el lanzamiento del tercer intento.
En marzo de 2015, Nekounam, con 34 años, se convirtió en el jugador con más internacionalidades, récord que poseía Ali Daei con 149 participaciones. Después del siguiente partido amistoso disputado en Estocolmo frente a Suecia, en el cual marcó un gol, Nekounam anunció su adiós a la selección absoluta. Dejó un total de 151 internacionalidades y 39 goles, lo que le convierte en tercer máximo goleador, tras Ali Daei y Karim Bagheri.

### Participaciones en Copas del Mundo
| Mundial                        | Sede                     | Resultado                | Partidos | Goles |
| ------------------------------ | ------------------------ | ------------------------ | -------- | ----- |
| Copa Mundial de Fútbol de 2006 | Alemania                 | Primera fase             | 2        | 0     |
| Copa Mundial de Fútbol de 2014 | Brasil                   | Primera fase             | 3        | 0     |
| Total en Copas del Mundo       | Total en Copas del Mundo | Total en Copas del Mundo | 5        | 0     |

### Participaciones en Copas Asiáticas
| Torneo                   | Sede                                    | Resultado                | Partidos | Goles |
| ------------------------ | --------------------------------------- | ------------------------ | -------- | ----- |
| Copa Asiática 2004       | China                                   | Tercer puesto            | 6        | 2     |
| Copa Asiática 2007       | Indonesia, Malasia, Tailandia y Vietnam | Cuartos de final         | 4        | 2     |
| Copa Asiática 2011       | Catar                                   | Cuartos de final         | 3        | 0     |
| Copa Asiática 2015       | Australia                               | Cuartos de final         | 4        | 0     |
| Total en Copas Asiáticas | Total en Copas Asiáticas                | Total en Copas Asiáticas | 17       | 4     |

### Participaciones en Campeonatos de la Federación de Fútbol de Asia Occidental
| Torneo                                                        | Sede                 | Resultado            | Partidos | Goles |
| ------------------------------------------------------------- | -------------------- | -------------------- | -------- | ----- |
| Campeonato de la Federación de Fútbol de Asia Occidental 2000 | Jordania             | Campeón              | 3        | 0     |
| Campeonato de la Federación de Fútbol de Asia Occidental 2002 | Siria                | Tercer puesto        | 4        | 0     |
| Campeonato de la Federación de Fútbol de Asia Occidental 2004 | Irán                 | Campeón              | 4        | 3     |
| Total en Campeonatos                                          | Total en Campeonatos | Total en Campeonatos | 11       | 3     |

## Estadísticas

### Clubes
La siguiente tabla detalla los encuentros disputados y los goles marcados por Nekounam en los clubes en los que ha militado.
| Club | Temporada           | Liga | Liga | Copas Nacionales (1) | Copas Nacionales (1) | Copas Internacionales (2) | Copas Internacionales (2) | Total | Total |
| Club | Temporada           | PJ   | G    | PJ                   | G                    | PJ                        | G                         | PJ    | G     |
| --- | ------------------- | ---- | ---- | -------------------- | -------------------- | ------------------------- | ------------------------- | ----- | ----- |
| Pas Tehran F. C. Irán | 1998-99             | 23   | 2    | -                    | -                    | -                         | -                         | 23    | 2     |
| Pas Tehran F. C. Irán | 1999-00             | 24   | 5    | -                    | -                    | -                         | -                         | 24    | 5     |
| Pas Tehran F. C. Irán | 2000-01             | 21   | 5    | -                    | -                    | -                         | -                         | 21    | 5     |
| Pas Tehran F. C. Irán | 2001-02             | 32   | 4    | -                    | -                    | -                         | -                         | 32    | 4     |
| Pas Tehran F. C. Irán | 2002-03             | 31   | 7    | -                    | -                    | -                         | -                         | 31    | 7     |
| Pas Tehran F. C. Irán | 2003-04             | 31   | 10   | -                    | -                    | -                         | -                         | 31    | 10    |
| Pas Tehran F. C. Irán | 2004-05             | 25   | 9    | -                    | -                    | 8                         | 4                         | 33    | 13    |
| Pas Tehran F. C. Irán | 2005-06             | 11   | 3    | -                    | -                    | -                         | -                         | 11    | 3     |
| Pas Tehran F. C. Irán | Total               | 198  | 45   | -                    | -                    | 8                         | 4                         | 206   | 49    |
| Al-Wahda F. C. · EAU | 2005-06             | 11   | 3    | 0                    | 0                    | -                         | -                         | 11    | 3     |
| Al-Wahda F. C. · EAU | Total               | 11   | 3    | 0                    | 0                    | -                         | -                         | 11    | 3     |
| Sharjah F. C. · EAU | 2005-06             | 11   | 5    | 3                    | 3                    | -                         | -                         | 14    | 8     |
| Sharjah F. C. · EAU | Total               | 11   | 5    | 3                    | 3                    | -                         | -                         | 14    | 8     |
| C. A. Osasuna · España | 2006-07             | 24   | 2    | 3                    | 0                    | 11(3)                     | 1                         | 38    | 3     |
| C. A. Osasuna · España | 2007-08             | 2    | 0    | 0                    | 0                    | -                         | -                         | 2     | 0     |
| C. A. Osasuna · España | 2008-09             | 35   | 8    | 4                    | 0                    | -                         | -                         | 39    | 8     |
| C. A. Osasuna · España | 2009-10             | 31   | 3    | 3                    | 0                    | -                         | -                         | 34    | 3     |
| C. A. Osasuna · España | 2010-11             | 26   | 6    | 2                    | 0                    | -                         | -                         | 28    | 6     |
| C. A. Osasuna · España | 2011-12             | 31   | 5    | 2                    | 1                    | -                         | -                         | 33    | 6     |
| C. A. Osasuna · España | Total               | 149  | 24   | 14                   | 1                    | 11                        | 1                         | 174   | 26    |
| Esteghlal F. C. Irán | 2012-13             | 27   | 5    | 4                    | 1                    | 8                         | 3                         | 39    | 9     |
| Esteghlal F. C. Irán | 2013-14             | 17   | 3    | 1                    | 0                    | 3                         | 0                         | 21    | 3     |
| Esteghlal F. C. Irán | Total               | 44   | 8    | 5                    | 1                    | 11                        | 3                         | 60    | 12    |
| Al Kuwait S. C. Kuwait | 2013-14             | 11   | 1    | 2                    | 1                    | 9                         | 5                         | 22    | 7     |
| Al Kuwait S. C. Kuwait | Total               | 11   | 1    | 2                    | 1                    | 9                         | 5                         | 22    | 7     |
| C. A. Osasuna · España | 2014-15             | 22   | 5    | 1                    | 0                    | -                         | -                         | 23    | 5     |
| C. A. Osasuna · España | Total               | 22   | 5    | 1                    | 0                    | -                         | -                         | 23    | 5     |
| Saipa F. C. Irán | 2015-16             | 15   | 3    | 3                    | 0                    | -                         | -                         | 18    | 3     |
| Saipa F. C. Irán | Total               | 15   | 3    | 3                    | 0                    | -                         | -                         | 18    | 3     |
| Al-Arabi S. C. Catar | 2015-16             | 11   | 1    | 1                    | 0                    | -                         | -                         | 12    | 1     |
| Al-Arabi S. C. Catar | Total               | 11   | 1    | 1                    | 0                    | -                         | -                         | 12    | 1     |
| Total en su carrera | Total en su carrera | 472  | 95   | 29                   | 6                    | 39                        | 13                        | 540   | 114   |
| (1) Incluye datos de Copa Presidente de Emiratos Árabes Unidos (2005-06); Copa del Rey (2006-12) y (2014-15); Copa Hazfi (2012-14: Esteghlal - 2015: Saipa); Copa del Emir (Kuwait) (2014); Copa del Emir (Catar) (2016). (2) Incluye datos de UEFA Champions League y Copa de la UEFA (2006-07); Liga de Campeones de la AFC (2005 y 2013: Esteghlal - 2014: Al Kuwait); Copa AFC (2014: Al Kuwait). (3) Incluye un partido de la ronda previa de la Liga de Campeones de la UEFA. El resto corresponden a la Copa de la UEFA, incluido el gol. |                     |      |      |                      |                      |                           |                           |       |       |

### Selección nacional
La siguiente tabla detalla los encuentros disputados y los goles marcados por Nekounam en la selección iraní absoluta.
| \| Fecha \| Ciudad \| Local \| Resultado \| Visitante \| Competencia \| Goles \| \| ---------- \| ----------------- \| ---------------------- \| ----------- \| ---------------------- \| -------------------------------- \| ----- \| \| 12-01-2000 \| Los Ángeles \| Irán \| 2:1 \| Ecuador \| Amistoso \| 0 \| \| 28-05-2000 \| Amán \| Irán \| 1:0 \| Siria \| WAFF 2000 \| 0 \| \| 31-05-2000 \| Amán \| Jordania \| 0:1 \| Irán \| WAFF 2000 \| 0 \| \| 02-06-2000 \| Amán \| Irán \| 1:0 \| Siria \| WAFF 2000 \| 0 \| \| 07-06-2000 \| Teherán \| Irán \| (8) 1:1 (9) \| Egipto \| Copa LG 2000 \| 0 \| \| 09-06-2000 \| Teherán \| Irán \| 3:1 \| Macedonia del Norte \| Copa LG 2000 \| 0 \| \| 16-06-2000 \| Teherán \| Irán \| 2:1 \| Georgia \| Amistoso \| 0 \| \| 19-01-2001 \| Teherán \| Irán \| 4:0 \| China \| Copa Civilización \| 0 \| \| 26-04-2001 \| El Cairo \| Irán \| 0:1 \| Canadá \| Copa LG 2001 \| 0 \| \| 08-08-2001 \| Teherán \| Irán \| 5:2 \| Omán \| Copa LG 2001 \| 0 \| \| 15-08-2001 \| Bratislava \| Eslovaquia \| 3:4 \| Irán \| Amistoso \| 0 \| \| 24-08-2001 \| Teherán \| Irán \| 2:0 \| Arabia Saudita \| Clasificación Mundial 2002 \| 0 \| \| 01-09-2001 \| Bangkok \| Tailandia \| 0:0 \| Irán \| Clasificación Mundial 2002 \| 0 \| \| 05-10-2001 \| Teherán \| Irán \| 1:0 \| Tailandia \| Clasificación Mundial 2002 \| 0 \| \| 12-10-2001 \| Teherán \| Irán \| 2:1 \| Irak \| Clasificación Mundial 2002 \| 0 \| \| 19-10-2001 \| Riffa \| Baréin \| 3:1 \| Irán \| Clasificación Mundial 2002 \| 0 \| \| 25-10-2001 \| Teherán \| Irán \| 1:0 \| Emiratos Árabes Unidos \| Clasificación Mundial 2002 \| 0 \| \| 31-10-2001 \| Abu Dhabi \| Emiratos Árabes Unidos \| 0:3 \| Irán \| Clasificación Mundial 2002 \| 0 \| \| 06-02-2002 \| Teherán \| Irán \| 2:3 \| Eslovaquia \| Amistoso \| 0 \| \| 30-05-2002 \| Kuwait \| Kuwait \| 1:3 \| Irán \| Amistoso \| 0 \| \| 10-08-2002 \| Tabriz \| Irán \| 1:1 \| Azerbaiyán \| Amistoso \| 0 \| \| 21-08-2002 \| Kiev \| Ucrania \| 0:1 \| Irán \| Amistoso \| 0 \| \| 30-08-2002 \| Damasco \| Irán \| 0:1 \| Jordania \| WAFF 2002 \| 0 \| \| 3-09-2002 \| Damasco \| Irán \| 2:0 \| Líbano \| WAFF 2002 \| 0 \| \| 5-09-2002 \| Damasco \| Irak \| (6) 0:0 (5) \| Irán \| WAFF 2002 \| 0 \| \| 7-09-2002 \| Damasco \| Siria \| (2) 2:2 (4) \| Irán \| WAFF 2002 \| 0 \| \| 19-09-2002 \| Tabriz \| Irán \| (4) 1:1 (3) \| Paraguay \| Copa LG 2002 \| 0 \| \| 01-02-2003 \| Hong Kong \| Irán \| 1:0[a] \| Dinamarca \| Copa Carlsberg \| 1 \| \| 04-02-2003 \| Hong Kong \| Uruguay \| (4) 1:1 (2) \| Irán \| Copa Carlsberg \| 0 \| \| 13-08-2003 \| Teherán \| Irán \| 0:1 \| Irak \| Copa LG 2003 \| 0 \| \| 20-08-2003 \| Minsk \| Bielorrusia \| 2:1 \| Irán \| Amistoso \| 0 \| \| 05-09-2003 \| Teherán \| Irán \| 4:1 \| Jordania \| Clasificación Copa Asiática 2004 \| 0 \| \| 12-10-2003 \| Teherán \| Irán \| 3:0 \| Nueva Zelanda \| Copa Desafío AFC/OFC 2003 \| 0 \| \| 27-10-2003 \| Pionyang \| Corea del Norte \| 1:3 \| Irán \| Clasificación Copa Asiática 2004 \| 0 \| \| 12-11-2003 \| Teherán \| Irán \| 3:0 \| Corea del Norte \| Clasificación Copa Asiática 2004 \| 0 \| \| 19-11-2003 \| Beirut \| Líbano \| 0:3 \| Irán \| Clasificación Copa Asiática 2004 \| 0 \| \| 28-11-2003 \| Teherán \| Irán \| 1:0 \| Líbano \| Clasificación Copa Asiática 2004 \| 0 \| \| 02-12-2003 \| Kuwait \| Kuwait \| 3:1 \| Irán \| Amistoso \| 0 \| \| 18-02-2004 \| Teherán \| Irán \| 3:1 \| Catar \| Clasificación Mundial 2006 \| 0 \| \| 31-03-2004 \| Vientián \| Laos \| 0:7 \| Irán \| Clasificación Mundial 2006 \| 0 \| \| 09-06-2004 \| Teherán \| Irán \| 0:1 \| Jordania \| Clasificación Mundial 2006 \| 0 \| \| 17-06-2004 \| Teherán \| Irán \| 4:0 \| Líbano \| WAFF 2004 \| 1 \| \| 21-06-2004 \| Teherán \| Irán \| 7:1 \| Siria \| WAFF 2004 \| 0 \| \| 23-06-2004 \| Teherán \| Irán \| 2:1 \| Irak \| WAFF 2004 \| 1 \| \| 25-06-2004 \| Teherán \| Irán \| 4:1 \| Siria \| WAFF 2004 \| 1 \| \| 20-07-2004 \| Chongqing \| Irán \| 3:0 \| Tailandia \| Copa Asiática 2004 \| 1 \| \| 24-07-2004 \| Chongqing \| Omán \| 2:2 \| Irán \| Copa Asiática 2004 \| 0 \| \| 28-07-2004 \| Chongqing \| Japón \| 0:0 \| Irán \| Copa Asiática 2004 \| 0 \| \| 31-07-2004 \| Jinan \| Corea del Sur \| 3:4 \| Irán \| Copa Asiática 2004 \| 0 \| \| 03-08-2004 \| Pekín \| China \| (4) 1:1 (3) \| Irán \| Copa Asiática 2004 \| 0 \| \| 06-08-2004 \| Pekín \| Irán \| 4:2 \| Baréin \| Copa Asiática 2004 \| 1 \| \| 08-09-2004 \| Amán \| Jordania \| 0:2 \| Irán \| Clasificación Mundial 2006 \| 0 \| \| 09-10-2004 \| Teherán \| Irán \| 0:2 \| Alemania \| Amistoso \| 0 \| \| 13-10-2004 \| Doha \| Catar \| 2:3 \| Irán \| Clasificación Mundial 2006 \| 0 \| \| 17-11-2004 \| Teherán \| Irán \| 7:0 \| Laos \| Clasificación Mundial 2006 \| 2 \| \| 18-12-2004 \| Teherán \| Irán \| 1:0 \| Panamá \| Amistoso \| 0 \| \| 02-02-2005 \| Teherán \| Irán \| 2:1 \| Bosnia y Herzegovina \| Amistoso \| 0 \| \| 09-02-2005 \| Riffa \| Baréin \| 0:0 \| Irán \| Clasificación Mundial 2006 \| 0 \| \| 25-03-2005 \| Teherán \| Irán \| 2:1 \| Japón \| Clasificación Mundial 2006 \| 0 \| \| 30-03-2005 \| Pionyang \| Corea del Norte \| 0:2 \| Irán \| Clasificación Mundial 2006 \| 1 \| \| 29-05-2005 \| Teherán \| Irán \| 2:1 \| Azerbaiyán \| Amistoso \| 1 \| \| 03-06-2005 \| Teherán \| Irán \| 1:0 \| Corea del Norte \| Clasificación Mundial 2006 \| 0 \| \| 08-06-2005 \| Teherán \| Irán \| 1:0 \| Baréin \| Clasificación Mundial 2006 \| 0 \| \| 17-08-2005 \| Yokohama \| Japón \| 2:1 \| Irán \| Clasificación Mundial 2006 \| 0 \| \| 24-08-2005 \| Teherán \| Irán \| 4:0 \| Libia \| Amistoso \| 2 \| \| 12-10-2005 \| Seúl \| Corea del Sur \| 2:0 \| Irán \| Amistoso \| 0 \| \| 13-11-2005 \| Teherán \| Irán \| 2:0 \| Togo \| Amistoso \| 0 \| \| 22-02-2006 \| Teherán \| Irán \| 4:0 \| China Taipéi \| Clasificación Copa Asiática 2007 \| 0 \| \| 01-03-2006 \| Teherán \| Irán \| 3:2 \| Costa Rica \| Amistoso \| 0 \| \| 28-05-2006 \| Osijek \| Croacia \| 2:2 \| Irán \| Amistoso \| 0 \| \| 31-05-2006 \| Teherán \| Irán \| 5:2 \| Bosnia y Herzegovina \| Amistoso \| 0 \| \| 11-06-2006 \| Núremberg \| México \| 3:1 \| Irán \| Copa Mundial de Fútbol de 2006 \| 0 \| \| 17-06-2006 \| Frankfurt \| Portugal \| 2:0 \| Irán \| Copa Mundial de Fútbol de 2006 \| 0 \| \| 16-08-2006 \| Teherán \| Irán \| 1:1 \| Siria \| Clasificación Copa Asiática 2007 \| 1 \| \| 02-09-2006 \| Seúl \| Corea del Sur \| 1:1 \| Irán \| Clasificación Copa Asiática 2007 \| 0 \| \| 06-09-2006 \| Alepo \| Siria \| 0:2 \| Irán \| Clasificación Copa Asiática 2007 \| 1 \| \| 11-10-2006 \| Taipéi \| China Taipéi \| 0:2 \| Irán \| Clasificación Copa Asiática 2007 \| 0 \| \| 15-11-2006 \| Teherán \| Irán \| 2:0 \| Corea del Sur \| Clasificación Copa Asiática 2007 \| 0 \| \| 07-02-2007 \| Teherán \| Irán \| 2:2 \| Bielorrusia \| Amistoso \| 0 \| \| 24-03-2007 \| Doha \| Catar \| 0:1 \| Irán \| Amistoso \| 0 \| \| 02-06-2007 \| San Luis Potosí \| México \| 4:0 \| Irán \| Amistoso \| 0 \| \| 02-07-2007 \| Teherán \| Irán \| 8:1 \| Jamaica \| Amistoso \| 2 \| \| 11-07-2007 \| Kuala Lumpur \| Irán \| 2:1 \| Uzbekistán \| Copa Asiática 2007 \| 0 \| \| 15-07-2007 \| Kuala Lumpur \| China \| 2:2 \| Irán \| Copa Asiática 2007 \| 1 \| \| 18-07-2007 \| Kuala Lumpur \| Malasia \| 0:2 \| Irán \| Copa Asiática 2007 \| 1 \| \| 22-07-2007 \| Kuala Lumpur \| Irán \| (2) 0:0 (4) \| Corea del Sur \| Copa Asiática 2007 \| 0 \| \| 25-05-2008 \| Teherán \| Irán \| 3:2 \| Zambia \| Amistoso \| 1 \| \| 02-06-2008 \| Teherán \| Irán \| 0:0 \| Emiratos Árabes Unidos \| Clasificación Mundial 2010 \| 0 \| \| 07-06-2008 \| Al Ain \| Emiratos Árabes Unidos \| 0:1 \| Irán \| Clasificación Mundial 2010 \| 0 \| \| 14-06-2008 \| Damasco \| Siria \| 0:2 \| Irán \| Clasificación Mundial 2010 \| 0 \| \| 22-06-2008 \| Teherán \| Irán \| 2:0 \| Kuwait \| Clasificación Mundial 2010 \| 1 \| \| 06-09-2008 \| Riad \| Arabia Saudita \| 1:1 \| Irán \| Clasificación Mundial 2010 \| 1 \| \| 15-10-2008 \| Teherán \| Irán \| 2:1 \| Corea del Norte \| Clasificación Mundial 2010 \| 1 \| \| 19-11-2008 \| Dubái \| Emiratos Árabes Unidos \| 1:1 \| Irán \| Clasificación Mundial 2010 \| 0 \| \| 11-02-2009 \| Teherán \| Irán \| 1:1 \| Corea del Sur \| Clasificación Mundial 2010 \| 1 \| \| 28-03-2009 \| Teherán \| Irán \| 1:2 \| Arabia Saudita \| Clasificación Mundial 2010 \| 0 \| \| 10-06-2009 \| Teherán \| Irán \| 1:0 \| Emiratos Árabes Unidos \| Clasificación Mundial 2010 \| 0 \| \| 17-06-2009 \| Seúl \| Irán \| 1:1 \| Corea del Sur \| Clasificación Mundial 2010 \| 0 \| \| 12-08-2009 \| Sarajevo \| Bosnia y Herzegovina \| 2:3 \| Irán \| Amistoso \| 0 \| \| 05-09-2009 \| Taskent \| Uzbekistán \| 0:0 \| Irán \| Amistoso \| 0 \| \| 14-11-2009 \| Teherán \| Irán \| 1:0 \| Jordania \| Clasificación Copa Asiática 2011 \| 1 \| \| 18-11-2009 \| Teherán \| Irán \| 1:1 \| Macedonia del Norte \| Amistoso \| 0 \| \| 03-03-2010 \| Teherán \| Irán \| 1:0 \| Tailandia \| Clasificación Copa Asiática 2011 \| 1 \| \| 11-08-2010 \| Ereván \| Armenia \| 1:3 \| Irán \| Amistoso \| 0 \| \| 03-09-2010 \| Zhengzhou \| China \| 0:2 \| Irán \| Amistoso \| 0 \| \| 07-09-2010 \| Seúl \| Corea del Sur \| 0:1 \| Irán \| Amistoso \| 0 \| \| 07-10-2010 \| Abu Dhabi \| Irán \| 0:3 \| Brasil \| Amistoso \| 0 \| \| 28-12-2010 \| Doha \| Catar \| 0:0 \| Irán \| Amistoso \| 0 \| \| 02-01-2011 \| Doha \| Irán \| 1:0 \| Angola \| Amistoso \| 1 \| \| 11-01-2011 \| Doha \| Irak \| 1:2 \| Irán \| Copa Asiática 2011 \| 0 \| \| 15-01-2011 \| Doha \| Irán \| 1:1 \| Corea del Norte \| Copa Asiática 2011 \| 0 \| \| 22-01-2011 \| Doha \| Corea del Sur \| 1:0 \| Irán \| Copa Asiática 2011 \| 0 \| \| 02-09-2011 \| Teherán \| Irán \| 3:0 \| Indonesia \| Clasificación Mundial 2014 \| 2 \| \| 06-09-2011 \| Doha \| Catar \| 1:1 \| Irán \| Clasificación Mundial 2014 \| 0 \| \| 05-10-2011 \| Teherán \| Irán \| 7:0 \| Palestina \| Amistoso \| 1 \| \| 11-10-2011 \| Teherán \| Irán \| 6:0 \| Baréin \| Clasificación Mundial 2014 \| 0 \| \| 11-11-2011 \| Riffa \| Baréin \| 1:1 \| Irán \| Clasificación Mundial 2014 \| 0 \| \| 15-11-2011 \| Yakarta \| Indonesia \| 1:4 \| Irán \| Clasificación Mundial 2014 \| 1 \| \| 29-02-2012 \| Teherán \| Irán \| 2:2 \| Catar \| Clasificación Mundial 2014 \| 0 \| \| 27-05-2012 \| Estambul \| Albania \| 1:0 \| Irán \| Amistoso \| 0 \| \| 03-06-2012 \| Taskent \| Uzbekistán \| 0:1 \| Irán \| Clasificación Mundial 2014 \| 0 \| \| 12-06-2012 \| Teherán \| Irán \| 0:0 \| Catar \| Clasificación Mundial 2014 \| 0 \| \| 15-08-2012 \| Kecskemét \| Túnez \| 2:2 \| Irán \| Amistoso \| 0 \| \| 05-09-2012 \| Amán \| Jordania \| 0:0 \| Irán \| Amistoso \| 0 \| \| 11-09-2012 \| Beirut \| Líbano \| 1:0 \| Irán \| Clasificación Mundial 2014 \| 0 \| \| 16-10-2012 \| Teherán \| Irán \| 1:0 \| Corea del Sur \| Clasificación Mundial 2014 \| 1 \| \| 14-11-2012 \| Teherán \| Irán \| 0:1 \| Uzbekistán \| Clasificación Mundial 2014 \| 0 \| \| 06-02-2013 \| Teherán \| Irán \| 5:0 \| Líbano \| Clasificación Copa Asiática 2015 \| 3 \| \| 26-03-2013 \| Kuwait \| Kuwait \| 1:1 \| Irán \| Clasificación Copa Asiática 2015 \| 0 \| \| 04-06-2013 \| Doha \| Catar \| 0:1 \| Irán \| Clasificación Mundial 2014 \| 0 \| \| 11-06-2013 \| Teherán \| Irán \| 4:0 \| Líbano \| Clasificación Mundial 2014 \| 2 \| \| 18-06-2013 \| Ulsan \| Corea del Sur \| 0:1 \| Irán \| Clasificación Mundial 2014 \| 0 \| \| 15-10-2013 \| Teherán \| Irán \| 2:1 \| Tailandia \| Clasificación Copa Asiática 2015 \| 0 \| \| 15-11-2013 \| Bangkok \| Tailandia \| 0:3 \| Irán \| Clasificación Copa Asiática 2015 \| 0 \| \| 19-11-2013 \| Beirut \| Líbano \| 1:4 \| Irán \| Clasificación Copa Asiática 2015 \| 1 \| \| 05-03-2014 \| Teherán \| Irán \| 1:2 \| Guinea \| Amistoso \| 0 \| \| 18-05-2014 \| Kapfenberg \| Irán \| 0:0 \| Bielorrusia \| Amistoso \| 0 \| \| 26-05-2014 \| Hartberg \| Montenegro \| 0:0 \| Irán \| Amistoso \| 0 \| \| 30-05-2014 \| Hartberg \| Irán \| 1:1 \| Angola \| Amistoso \| 0 \| \| 08-06-2014 \| São Paulo \| Trinidad y Tobago \| 0:2 \| Irán \| Amistoso \| 0 \| \| 16-06-2014 \| Curitiba \| Irán \| 0:0 \| Nigeria \| Copa Mundial de Fútbol de 2014 \| 0 \| \| 21-06-2014 \| Belo Horizonte \| Argentina \| 1:0 \| Irán \| Copa Mundial de Fútbol de 2014 \| 0 \| \| 25-06-2014 \| Salvador de Bahía \| Bosnia y Herzegovina \| 3:1 \| Irán \| Copa Mundial de Fútbol de 2014 \| 0 \| \| 18-11-2014 \| Teherán \| Irán \| 1:0 \| Corea del Sur \| Amistoso \| 0 \| \| 04-01-2015 \| Wollongong \| Irak \| 0:1[a] \| Irán \| Amistoso \| 0 \| \| 11-01-2015 \| Melbourne \| Irán \| 2:0 \| Baréin \| Copa Asiática 2015 \| 0 \| \| 15-01-2015 \| Sídney \| Catar \| 0:1 \| Irán \| Copa Asiática 2015 \| 0 \| \| 19-01-2015 \| Brisbane \| Irán \| 1:0 \| Emiratos Árabes Unidos \| Copa Asiática 2015 \| 0 \| \| 23-01-2015 \| Canberra \| Irán \| (6) 3:3 (7) \| Irak \| Copa Asiática 2015 \| 0 \| \| 26-03-2015 \| Sankt Pölten \| Chile \| 0:2 \| Irán \| Amistoso \| 1 \| \| 31-03-2015 \| Estocolmo \| Suecia \| 3:1 \| Irán \| Amistoso \| 1 \| \| Total \| \| Presencias \| 151 \| \| Goles \| 39 \| 1. |                   |                        |             |                        |                                  |       |
| Fecha | Ciudad            | Local                  | Resultado   | Visitante              | Competencia                      | Goles |
| 12-01-2000 | Los Ángeles       | Irán                   | 2:1         | Ecuador                | Amistoso                         | 0     |
| 28-05-2000 | Amán              | Irán                   | 1:0         | Siria                  | WAFF 2000                        | 0     |
| 31-05-2000 | Amán              | Jordania               | 0:1         | Irán                   | WAFF 2000                        | 0     |
| 02-06-2000 | Amán              | Irán                   | 1:0         | Siria                  | WAFF 2000                        | 0     |
| 07-06-2000 | Teherán           | Irán                   | (8) 1:1 (9) | Egipto                 | Copa LG 2000                     | 0     |
| 09-06-2000 | Teherán           | Irán                   | 3:1         | Macedonia del Norte    | Copa LG 2000                     | 0     |
| 16-06-2000 | Teherán           | Irán                   | 2:1         | Georgia                | Amistoso                         | 0     |
| 19-01-2001 | Teherán           | Irán                   | 4:0         | China                  | Copa Civilización                | 0     |
| 26-04-2001 | El Cairo          | Irán                   | 0:1         | Canadá                 | Copa LG 2001                     | 0     |
| 08-08-2001 | Teherán           | Irán                   | 5:2         | Omán                   | Copa LG 2001                     | 0     |
| 15-08-2001 | Bratislava        | Eslovaquia             | 3:4         | Irán                   | Amistoso                         | 0     |
| 24-08-2001 | Teherán           | Irán                   | 2:0         | Arabia Saudita         | Clasificación Mundial 2002       | 0     |
| 01-09-2001 | Bangkok           | Tailandia              | 0:0         | Irán                   | Clasificación Mundial 2002       | 0     |
| 05-10-2001 | Teherán           | Irán                   | 1:0         | Tailandia              | Clasificación Mundial 2002       | 0     |
| 12-10-2001 | Teherán           | Irán                   | 2:1         | Irak                   | Clasificación Mundial 2002       | 0     |
| 19-10-2001 | Riffa             | Baréin                 | 3:1         | Irán                   | Clasificación Mundial 2002       | 0     |
| 25-10-2001 | Teherán           | Irán                   | 1:0         | Emiratos Árabes Unidos | Clasificación Mundial 2002       | 0     |
| 31-10-2001 | Abu Dhabi         | Emiratos Árabes Unidos | 0:3         | Irán                   | Clasificación Mundial 2002       | 0     |
| 06-02-2002 | Teherán           | Irán                   | 2:3         | Eslovaquia             | Amistoso                         | 0     |
| 30-05-2002 | Kuwait            | Kuwait                 | 1:3         | Irán                   | Amistoso                         | 0     |
| 10-08-2002 | Tabriz            | Irán                   | 1:1         | Azerbaiyán             | Amistoso                         | 0     |
| 21-08-2002 | Kiev              | Ucrania                | 0:1         | Irán                   | Amistoso                         | 0     |
| 30-08-2002 | Damasco           | Irán                   | 0:1         | Jordania               | WAFF 2002                        | 0     |
| 3-09-2002 | Damasco           | Irán                   | 2:0         | Líbano                 | WAFF 2002                        | 0     |
| 5-09-2002 | Damasco           | Irak                   | (6) 0:0 (5) | Irán                   | WAFF 2002                        | 0     |
| 7-09-2002 | Damasco           | Siria                  | (2) 2:2 (4) | Irán                   | WAFF 2002                        | 0     |
| 19-09-2002 | Tabriz            | Irán                   | (4) 1:1 (3) | Paraguay               | Copa LG 2002                     | 0     |
| 01-02-2003 | Hong Kong         | Irán                   | 1:0         | Dinamarca              | Copa Carlsberg                   | 1     |
| 04-02-2003 | Hong Kong         | Uruguay                | (4) 1:1 (2) | Irán                   | Copa Carlsberg                   | 0     |
| 13-08-2003 | Teherán           | Irán                   | 0:1         | Irak                   | Copa LG 2003                     | 0     |
| 20-08-2003 | Minsk             | Bielorrusia            | 2:1         | Irán                   | Amistoso                         | 0     |
| 05-09-2003 | Teherán           | Irán                   | 4:1         | Jordania               | Clasificación Copa Asiática 2004 | 0     |
| 12-10-2003 | Teherán           | Irán                   | 3:0         | Nueva Zelanda          | Copa Desafío AFC/OFC 2003        | 0     |
| 27-10-2003 | Pionyang          | Corea del Norte        | 1:3         | Irán                   | Clasificación Copa Asiática 2004 | 0     |
| 12-11-2003 | Teherán           | Irán                   | 3:0         | Corea del Norte        | Clasificación Copa Asiática 2004 | 0     |
| 19-11-2003 | Beirut            | Líbano                 | 0:3         | Irán                   | Clasificación Copa Asiática 2004 | 0     |
| 28-11-2003 | Teherán           | Irán                   | 1:0         | Líbano                 | Clasificación Copa Asiática 2004 | 0     |
| 02-12-2003 | Kuwait            | Kuwait                 | 3:1         | Irán                   | Amistoso                         | 0     |
| 18-02-2004 | Teherán           | Irán                   | 3:1         | Catar                  | Clasificación Mundial 2006       | 0     |
| 31-03-2004 | Vientián          | Laos                   | 0:7         | Irán                   | Clasificación Mundial 2006       | 0     |
| 09-06-2004 | Teherán           | Irán                   | 0:1         | Jordania               | Clasificación Mundial 2006       | 0     |
| 17-06-2004 | Teherán           | Irán                   | 4:0         | Líbano                 | WAFF 2004                        | 1     |
| 21-06-2004 | Teherán           | Irán                   | 7:1         | Siria                  | WAFF 2004                        | 0     |
| 23-06-2004 | Teherán           | Irán                   | 2:1         | Irak                   | WAFF 2004                        | 1     |
| 25-06-2004 | Teherán           | Irán                   | 4:1         | Siria                  | WAFF 2004                        | 1     |
| 20-07-2004 | Chongqing         | Irán                   | 3:0         | Tailandia              | Copa Asiática 2004               | 1     |
| 24-07-2004 | Chongqing         | Omán                   | 2:2         | Irán                   | Copa Asiática 2004               | 0     |
| 28-07-2004 | Chongqing         | Japón                  | 0:0         | Irán                   | Copa Asiática 2004               | 0     |
| 31-07-2004 | Jinan             | Corea del Sur          | 3:4         | Irán                   | Copa Asiática 2004               | 0     |
| 03-08-2004 | Pekín             | China                  | (4) 1:1 (3) | Irán                   | Copa Asiática 2004               | 0     |
| 06-08-2004 | Pekín             | Irán                   | 4:2         | Baréin                 | Copa Asiática 2004               | 1     |
| 08-09-2004 | Amán              | Jordania               | 0:2         | Irán                   | Clasificación Mundial 2006       | 0     |
| 09-10-2004 | Teherán           | Irán                   | 0:2         | Alemania               | Amistoso                         | 0     |
| 13-10-2004 | Doha              | Catar                  | 2:3         | Irán                   | Clasificación Mundial 2006       | 0     |
| 17-11-2004 | Teherán           | Irán                   | 7:0         | Laos                   | Clasificación Mundial 2006       | 2     |
| 18-12-2004 | Teherán           | Irán                   | 1:0         | Panamá                 | Amistoso                         | 0     |
| 02-02-2005 | Teherán           | Irán                   | 2:1         | Bosnia y Herzegovina   | Amistoso                         | 0     |
| 09-02-2005 | Riffa             | Baréin                 | 0:0         | Irán                   | Clasificación Mundial 2006       | 0     |
| 25-03-2005 | Teherán           | Irán                   | 2:1         | Japón                  | Clasificación Mundial 2006       | 0     |
| 30-03-2005 | Pionyang          | Corea del Norte        | 0:2         | Irán                   | Clasificación Mundial 2006       | 1     |
| 29-05-2005 | Teherán           | Irán                   | 2:1         | Azerbaiyán             | Amistoso                         | 1     |
| 03-06-2005 | Teherán           | Irán                   | 1:0         | Corea del Norte        | Clasificación Mundial 2006       | 0     |
| 08-06-2005 | Teherán           | Irán                   | 1:0         | Baréin                 | Clasificación Mundial 2006       | 0     |
| 17-08-2005 | Yokohama          | Japón                  | 2:1         | Irán                   | Clasificación Mundial 2006       | 0     |
| 24-08-2005 | Teherán           | Irán                   | 4:0         | Libia                  | Amistoso                         | 2     |
| 12-10-2005 | Seúl              | Corea del Sur          | 2:0         | Irán                   | Amistoso                         | 0     |
| 13-11-2005 | Teherán           | Irán                   | 2:0         | Togo                   | Amistoso                         | 0     |
| 22-02-2006 | Teherán           | Irán                   | 4:0         | China Taipéi           | Clasificación Copa Asiática 2007 | 0     |
| 01-03-2006 | Teherán           | Irán                   | 3:2         | Costa Rica             | Amistoso                         | 0     |
| 28-05-2006 | Osijek            | Croacia                | 2:2         | Irán                   | Amistoso                         | 0     |
| 31-05-2006 | Teherán           | Irán                   | 5:2         | Bosnia y Herzegovina   | Amistoso                         | 0     |
| 11-06-2006 | Núremberg         | México                 | 3:1         | Irán                   | Copa Mundial de Fútbol de 2006   | 0     |
| 17-06-2006 | Frankfurt         | Portugal               | 2:0         | Irán                   | Copa Mundial de Fútbol de 2006   | 0     |
| 16-08-2006 | Teherán           | Irán                   | 1:1         | Siria                  | Clasificación Copa Asiática 2007 | 1     |
| 02-09-2006 | Seúl              | Corea del Sur          | 1:1         | Irán                   | Clasificación Copa Asiática 2007 | 0     |
| 06-09-2006 | Alepo             | Siria                  | 0:2         | Irán                   | Clasificación Copa Asiática 2007 | 1     |
| 11-10-2006 | Taipéi            | China Taipéi           | 0:2         | Irán                   | Clasificación Copa Asiática 2007 | 0     |
| 15-11-2006 | Teherán           | Irán                   | 2:0         | Corea del Sur          | Clasificación Copa Asiática 2007 | 0     |
| 07-02-2007 | Teherán           | Irán                   | 2:2         | Bielorrusia            | Amistoso                         | 0     |
| 24-03-2007 | Doha              | Catar                  | 0:1         | Irán                   | Amistoso                         | 0     |
| 02-06-2007 | San Luis Potosí   | México                 | 4:0         | Irán                   | Amistoso                         | 0     |
| 02-07-2007 | Teherán           | Irán                   | 8:1         | Jamaica                | Amistoso                         | 2     |
| 11-07-2007 | Kuala Lumpur      | Irán                   | 2:1         | Uzbekistán             | Copa Asiática 2007               | 0     |
| 15-07-2007 | Kuala Lumpur      | China                  | 2:2         | Irán                   | Copa Asiática 2007               | 1     |
| 18-07-2007 | Kuala Lumpur      | Malasia                | 0:2         | Irán                   | Copa Asiática 2007               | 1     |
| 22-07-2007 | Kuala Lumpur      | Irán                   | (2) 0:0 (4) | Corea del Sur          | Copa Asiática 2007               | 0     |
| 25-05-2008 | Teherán           | Irán                   | 3:2         | Zambia                 | Amistoso                         | 1     |
| 02-06-2008 | Teherán           | Irán                   | 0:0         | Emiratos Árabes Unidos | Clasificación Mundial 2010       | 0     |
| 07-06-2008 | Al Ain            | Emiratos Árabes Unidos | 0:1         | Irán                   | Clasificación Mundial 2010       | 0     |
| 14-06-2008 | Damasco           | Siria                  | 0:2         | Irán                   | Clasificación Mundial 2010       | 0     |
| 22-06-2008 | Teherán           | Irán                   | 2:0         | Kuwait                 | Clasificación Mundial 2010       | 1     |
| 06-09-2008 | Riad              | Arabia Saudita         | 1:1         | Irán                   | Clasificación Mundial 2010       | 1     |
| 15-10-2008 | Teherán           | Irán                   | 2:1         | Corea del Norte        | Clasificación Mundial 2010       | 1     |
| 19-11-2008 | Dubái             | Emiratos Árabes Unidos | 1:1         | Irán                   | Clasificación Mundial 2010       | 0     |
| 11-02-2009 | Teherán           | Irán                   | 1:1         | Corea del Sur          | Clasificación Mundial 2010       | 1     |
| 28-03-2009 | Teherán           | Irán                   | 1:2         | Arabia Saudita         | Clasificación Mundial 2010       | 0     |
| 10-06-2009 | Teherán           | Irán                   | 1:0         | Emiratos Árabes Unidos | Clasificación Mundial 2010       | 0     |
| 17-06-2009 | Seúl              | Irán                   | 1:1         | Corea del Sur          | Clasificación Mundial 2010       | 0     |
| 12-08-2009 | Sarajevo          | Bosnia y Herzegovina   | 2:3         | Irán                   | Amistoso                         | 0     |
| 05-09-2009 | Taskent           | Uzbekistán             | 0:0         | Irán                   | Amistoso                         | 0     |
| 14-11-2009 | Teherán           | Irán                   | 1:0         | Jordania               | Clasificación Copa Asiática 2011 | 1     |
| 18-11-2009 | Teherán           | Irán                   | 1:1         | Macedonia del Norte    | Amistoso                         | 0     |
| 03-03-2010 | Teherán           | Irán                   | 1:0         | Tailandia              | Clasificación Copa Asiática 2011 | 1     |
| 11-08-2010 | Ereván            | Armenia                | 1:3         | Irán                   | Amistoso                         | 0     |
| 03-09-2010 | Zhengzhou         | China                  | 0:2         | Irán                   | Amistoso                         | 0     |
| 07-09-2010 | Seúl              | Corea del Sur          | 0:1         | Irán                   | Amistoso                         | 0     |
| 07-10-2010 | Abu Dhabi         | Irán                   | 0:3         | Brasil                 | Amistoso                         | 0     |
| 28-12-2010 | Doha              | Catar                  | 0:0         | Irán                   | Amistoso                         | 0     |
| 02-01-2011 | Doha              | Irán                   | 1:0         | Angola                 | Amistoso                         | 1     |
| 11-01-2011 | Doha              | Irak                   | 1:2         | Irán                   | Copa Asiática 2011               | 0     |
| 15-01-2011 | Doha              | Irán                   | 1:1         | Corea del Norte        | Copa Asiática 2011               | 0     |
| 22-01-2011 | Doha              | Corea del Sur          | 1:0         | Irán                   | Copa Asiática 2011               | 0     |
| 02-09-2011 | Teherán           | Irán                   | 3:0         | Indonesia              | Clasificación Mundial 2014       | 2     |
| 06-09-2011 | Doha              | Catar                  | 1:1         | Irán                   | Clasificación Mundial 2014       | 0     |
| 05-10-2011 | Teherán           | Irán                   | 7:0         | Palestina              | Amistoso                         | 1     |
| 11-10-2011 | Teherán           | Irán                   | 6:0         | Baréin                 | Clasificación Mundial 2014       | 0     |
| 11-11-2011 | Riffa             | Baréin                 | 1:1         | Irán                   | Clasificación Mundial 2014       | 0     |
| 15-11-2011 | Yakarta           | Indonesia              | 1:4         | Irán                   | Clasificación Mundial 2014       | 1     |
| 29-02-2012 | Teherán           | Irán                   | 2:2         | Catar                  | Clasificación Mundial 2014       | 0     |
| 27-05-2012 | Estambul          | Albania                | 1:0         | Irán                   | Amistoso                         | 0     |
| 03-06-2012 | Taskent           | Uzbekistán             | 0:1         | Irán                   | Clasificación Mundial 2014       | 0     |
| 12-06-2012 | Teherán           | Irán                   | 0:0         | Catar                  | Clasificación Mundial 2014       | 0     |
| 15-08-2012 | Kecskemét         | Túnez                  | 2:2         | Irán                   | Amistoso                         | 0     |
| 05-09-2012 | Amán              | Jordania               | 0:0         | Irán                   | Amistoso                         | 0     |
| 11-09-2012 | Beirut            | Líbano                 | 1:0         | Irán                   | Clasificación Mundial 2014       | 0     |
| 16-10-2012 | Teherán           | Irán                   | 1:0         | Corea del Sur          | Clasificación Mundial 2014       | 1     |
| 14-11-2012 | Teherán           | Irán                   | 0:1         | Uzbekistán             | Clasificación Mundial 2014       | 0     |
| 06-02-2013 | Teherán           | Irán                   | 5:0         | Líbano                 | Clasificación Copa Asiática 2015 | 3     |
| 26-03-2013 | Kuwait            | Kuwait                 | 1:1         | Irán                   | Clasificación Copa Asiática 2015 | 0     |
| 04-06-2013 | Doha              | Catar                  | 0:1         | Irán                   | Clasificación Mundial 2014       | 0     |
| 11-06-2013 | Teherán           | Irán                   | 4:0         | Líbano                 | Clasificación Mundial 2014       | 2     |
| 18-06-2013 | Ulsan             | Corea del Sur          | 0:1         | Irán                   | Clasificación Mundial 2014       | 0     |
| 15-10-2013 | Teherán           | Irán                   | 2:1         | Tailandia              | Clasificación Copa Asiática 2015 | 0     |
| 15-11-2013 | Bangkok           | Tailandia              | 0:3         | Irán                   | Clasificación Copa Asiática 2015 | 0     |
| 19-11-2013 | Beirut            | Líbano                 | 1:4         | Irán                   | Clasificación Copa Asiática 2015 | 1     |
| 05-03-2014 | Teherán           | Irán                   | 1:2         | Guinea                 | Amistoso                         | 0     |
| 18-05-2014 | Kapfenberg        | Irán                   | 0:0         | Bielorrusia            | Amistoso                         | 0     |
| 26-05-2014 | Hartberg          | Montenegro             | 0:0         | Irán                   | Amistoso                         | 0     |
| 30-05-2014 | Hartberg          | Irán                   | 1:1         | Angola                 | Amistoso                         | 0     |
| 08-06-2014 | São Paulo         | Trinidad y Tobago      | 0:2         | Irán                   | Amistoso                         | 0     |
| 16-06-2014 | Curitiba          | Irán                   | 0:0         | Nigeria                | Copa Mundial de Fútbol de 2014   | 0     |
| 21-06-2014 | Belo Horizonte    | Argentina              | 1:0         | Irán                   | Copa Mundial de Fútbol de 2014   | 0     |
| 25-06-2014 | Salvador de Bahía | Bosnia y Herzegovina   | 3:1         | Irán                   | Copa Mundial de Fútbol de 2014   | 0     |
| 18-11-2014 | Teherán           | Irán                   | 1:0         | Corea del Sur          | Amistoso                         | 0     |
| 04-01-2015 | Wollongong        | Irak                   | 0:1         | Irán                   | Amistoso                         | 0     |
| 11-01-2015 | Melbourne         | Irán                   | 2:0         | Baréin                 | Copa Asiática 2015               | 0     |
| 15-01-2015 | Sídney            | Catar                  | 0:1         | Irán                   | Copa Asiática 2015               | 0     |
| 19-01-2015 | Brisbane          | Irán                   | 1:0         | Emiratos Árabes Unidos | Copa Asiática 2015               | 0     |
| 23-01-2015 | Canberra          | Irán                   | (6) 3:3 (7) | Irak                   | Copa Asiática 2015               | 0     |
| 26-03-2015 | Sankt Pölten      | Chile                  | 0:2         | Irán                   | Amistoso                         | 1     |
| 31-03-2015 | Estocolmo         | Suecia                 | 3:1         | Irán                   | Amistoso                         | 1     |
| Total |                   | Presencias             | 151         |                        | Goles                            | 39    |

## Palmarés

### Campeonatos nacionales
| Título        | Club             | País   | Año  |
| ------------- | ---------------- | ------ | ---- |
| Liga iraní    | Pas Tehran F. C. | Irán   | 2004 |
| Liga iraní    | Esteghlal F. C.  | Irán   | 2013 |
| Copa del Emir | Al Kuwait S. C.  | Kuwait | 2014 |

### Copas internacionales
| Título                                                   | Selección         | Sede          | Año  |
| -------------------------------------------------------- | ----------------- | ------------- | ---- |
| Campeonato de la Federación de Fútbol de Asia Occidental | Selección de Irán | Jordania      | 2000 |
| Juegos Asiáticos                                         | Selección de Irán | Corea del Sur | 2002 |
| Copa Desafío AFC/OFC                                     | Selección de Irán | Irán          | 2003 |
| Campeonato de la Federación de Fútbol de Asia Occidental | Selección de Irán | Irán          | 2004 |

### Distinciones individuales
| Distinción                                      | Año  |
| ----------------------------------------------- | ---- |
| Mejor jugador y centrocampista iraní del año    | 2006 |
| Parte del Dream Team de la AFC Champions League | 2013 |
| Segundo mejor jugador de Asia del año           | 2013 |